# Frank Round
Frank Eric Round (1927-2010) was een Britse fycoloog die was gespecialiseerd in de ecologie en systematiek van diatomeeën.
In 1948 behaalde hij zijn M.Sc. aan de University of Birmingham. Hij behaalde een Ph.D. met onderzoek met betrekking tot de ecologie van benthische zoetwateralgen. Round had aanstellingen aan de University of Liverpool en de University of Birmingham. Gedurende het grootste gedeelte van zijn wetenschappelijke carrière was Round actief aan de University of Bristol. Hij was er van 1979 tot in 1987 hoogleraar, waarna hij met emeritaat ging.
Round bouwde een grote collectie specimens, wetenschappelijke literatuur en foto's van diatomeeën op. Deze collectie stond internationaal in hoog aanzien. In 2006 doneerde hij deze collectie aan de Royal Botanic Garden Edinburgh. Round heeft meer dan 170 publicaties op zijn naam staan, waarvan de boeken The Ecology of Algae (1981) en The Diatoms: Biology and Morphology of the Genera (1990, samen met zijn voormalige studenten M. Crawford en David G. Mann) als standaardwerk worden gezien.
Round was een van de oprichters van de International Society for Diatom Research. Hij werd de redacteur van het wetenschappelijke tijdschrift van deze organisatie: Diatom Research. Naast het voorzitterschap van deze organisatie was hij ook nog voorzitter van de British Phycological Society.
In 1994 kreeg Round vanwege zijn verdiensten voor de plantkunde de Linnean Medal van de Linnean Society of London.